# المدرسة (إب)

تعديل مصدري - تعديل

المدرسة محلة تابعة لقرية الفعاشي، التابعة لعزلة بلادشار بمديرية إب إحدى مديريات محافظة إب في الجمهورية اليمنية.، بلغ تعداد سكانها 142 حسب تعداد اليمن لعام 2004.